# الانتقال إلى النظام الجديد
أطاح انتقال إندونيسيا إلى النظام الجديد أواسط ستينيات القرن العشرين بالرئيس الأول للبلاد، سوكارنو، بعد تمضيته 22 عامًا في منصبه. كانت بداية رئاسة سوهارتو التي استمرت لمدة 31 عامًا إحدى أكثر الفترات اضطرابًا في تاريخ البلاد الحديث.
استمد سوكارنو، الذي وُصف بأنه دالانغ العظيم («محرّك الدمية»)، سلطته من خلق توازن بين قوات الجيش والحزب الشيوعي الإندونيسي المتعارضَين والمتعاديين بصورة متزايدة. بحلول عام 1965، اخترق الحزب الشيوعي الإندونيسي على نطاق واسع جميع مستويات الحكومة واكتسب نفوذًا على حساب الجيش.
في 30 سبتمبر 1965، قُتل ستة من أبرز ضباط الجيش في عملية (عمومًا يُطلق عليها اسم «محاولة انقلاب») نُفّذت من قِبل ما سُمّي حركة 30 سبتمبر، مجموعة من داخل القوات المسلحة. في غضون ساعاتٍ قليلة، حشد اللواء سوهارتو القوات تحت إمرته وسيطر على جاكرتا. واصل المعادون للشيوعية، الذي كانوا في البداية تابعين لقيادة الجيش، تطهيراتٍ عنيفة للشيوعيين في جميع أنحاء البلاد، وقتلوا نحو نصف مليون شخص وسحقوا الحزب الشيوعي الإندونيسي الذي وُجّه إليه اللوم رسميًا على الأزمة.
أُرغم سوكارنو المضعَف سياسيًا على نقل صلاحيات سياسية وعسكرية رئيسية إلى اللواء سوهارتو، الذي بات قائد القوات المسلحة. في مارس 1967، عَيّن البرلمان الإندونيسي اللواء سوهارتو رئيسًا بالوكالة. وعُيّن بعد عام رئيسًا بصورة رسمية. عاش سوكارنو تحت إقامة جبرية فعلية حتى وفاته عام 1970.

## الخلفية
في عام 1945 أعلن القائد القومي سوكارنو استقلال إندونيسيا وعُيّن رئيسًا. بعد ثورة وطنية داخلية ونضال ضد الحكومة الاستعمارية الهولندية السابقة، تَمكّن سوكارنو من توحيد البلاد المتنوعة، إلا أن إدارته لم تتمكن من توفير نظام اقتصادي ينتشل مواطنيها من الفقر المدقع. شدد على سياسات اشتراكية داخليًا وسياسة دولية مناهضة للإمبريالية بشدة، مستندًا إلى أسلوب حكم استبدادي اعتمد على شخصيته الكاريزمية. مع اتّباعه سياسة خارجية إندونيسية مستقلة، طوّر سوكارنو علاقاتٍ ودية مع المعسكر الشرقي وجمهورية الصين الشعبية في حين تقرَّب في الوقت نفسه من الولايات المتحدة من أجل علاقاتٍ ودية، في محاولة لتعظيم قوة المساومة الإندونيسية في سياستها الخارجية. كان سوكارنو أيضًا شخصيةً رائدة في تطوير حركة عدم الانحياز، إذ لعب دورًا رئيسيًا في استضافة مؤتمر باندونغ عام 1955. وازن سوكارنو أيضًا في السياسة الداخلية لإندونيسيا بحذر بين أحزاب إندونيسيا السياسية المتنوعة، ومن بينها الحزب الشيوعي الإندونيسي.
منذ أواخر خمسينيات القرن العشرين، ازداد سوء الصراع السياسي والتدهور الاقتصادي. تَرتّب على الحكومة التي كانت تعاني ضائقةً مالية أن تلغي الدعم الأساسي للقطاع العام بحلول منتصف ستينيات القرن العشرين، وَضعت التقديرات التضخم السنوي بين 500-1000% وتراجعت عائدات التصدير وانهارت البنية التحتية وكانت المصانع تعمل بالحد الأدنى من القدرة مع استثمار ضئيل. كان الجوع والفقر المدقع واسعَي الانتشار، وقاد سوكارنو بلاده في مواجهة عسكرية مع ماليزيا في حين كان يصعّد خطابه الثوري والمعادي للغرب.
بوصفه أنه دالانغ العظيم («محرّك الدمية»)، اعتمد منصب الرئيس سوكارنو على خلق توازن بين قوى الجيش والحزب الشيوعي الإندونيسي المتعارضة والمتعادية بصورة متنامية. أصبحت إندونيسيا بسبب أيديولوجيته المناهضة للإمبريالية معتمدةً بصورة متزايدة على الاتحاد السوفييتي والصين. بحلول عام 1965، في ذروة الحرب الباردة، اخترق الحزب الشيوعي الإندونيسي جميع مستويات الحكومة على نحو واسع. مع دعْم سوكارنو والقوى الجوية، اكتسب الحزب نفوذًا متعاظمًا على حساب الجيش، ضامنًا بذلك عداوة الجيش. بحلول أواخر عام 1965، قُسّم الجيش بين تكتّل يساري متحالف مع الحزب الشيوعي وتكتّل يميني كانت الولايات المتحدة تتودد إليه.

### انشقاق الجيش
ومع ذلك، منحت هذه السياسات ذاتها سوكارنو القليل من الأصدقاء وأعداءًا كثر في العالم الغربي. كانت الولايات المتحدة الأمريكية والمملكة المتحدة على وجه التحديد من بين هؤلاء الأعداء واللتان أثار تأميم سوكارنو لأصول الطاقة والزراعة والمعدن غضب مستثمريها. لحاجتها لحلفاء إندونيسيين في حربها الباردة ضد الاتحاد السوفييتي، أقامت الولايات المتحدة عددًا من الصلات مع ضباط الجيش من خلال التبادلات وصفقات الأسلحة. عزز هذا انقسامًا ضمن صفوف الجيش، فدعمت الولايات المتحدة وآخرون تكتلًا يمينيًا ضد تكتل يساري متداخل مع الحزب الشيوعي الإندونيسي.
مع رفض سوكارنو الإعانة الأمريكية من الوكالة الأمريكية للتنمية الدولية، الأمر الذي فاقم ظروف المجاعة، تبنّى الجناح اليميني في الجيش هيكل قيادة إقليمي يمكن تهريب السلع الأساسية عبره لكسب ولاء السكان الريفيين. شكّل الحزب الشيوعي الإندونيسي والجناح اليساري في الجيش عدة منظماتٍ فلاحية وأخرى جماهيرية في محاولة للحد من النفوذ المتعاظم للجناح اليميني في الجيش.

### المواجهة الإندونيسية الماليزية
في عام 1963، أعلن نظام سوكارنو سياسة كونفرونتاسي (المواجهة) ضد ماليزيا الحديث التشكّل. أدى ذلك إلى تفاقم الانشقاق بين الفصيلين اليميني واليساري في الجيش، إذ اشترك التكتل اليساري والحزب الشيوعي في هجمات حرب عصابات على الحدود مع ماليزيا، في حين غاب التكتل اليميني عن الصراع أغلب الأحيان (لم يتضح إذا ما كان ذلك خياريًا أم أوامر سوكارنو).
شَجّعت سياسة المواجهة الغرب على البحث عن طرق للإطاحة بسوكارنو، الذي اعتُبر خطرًا متعاظمًا على الاستقرار الإقليمي لجنوب شرق آسيا (كما هو الحال مع فييتنام الشمالية في ظل نظرية الدومينو). زاد تعميق الصراع المسلح الذي قارب حرب شاملة عام 1965 من عدم الرضى السائد عن نظام سوكارنو وقوّى يد الجنرالات اليمنيين الذي كانت قواتهم ما تزال قريبةً من مركز السلطة في جاكرتا. [بحاجة لمصدر]

## انهيار الديمقراطية الموجَّهة

### حركة 30 سبتمبر
في ليلة 30 سبتمبر-1 أكتوبر 1965 اختُطف ستة من كبار جنرالات الجيش وأُعدموا في جاكرتا من قبل كتيبة من الجنود من فوج تجاكرابيراوا (الحرس الرئاسي) في «محاولة انقلاب». قُضي على التكتل اليميني ضمن الجنرالات الكبار، من بينهم الرئيس القوي لأركان الجيش، أحمد ياني، إلا أن وزير الدفاع، عبد الحارث ناسوتيون، لاذ بالفرار. احتَلّ نحو 2000 جندي من المجموعات الانقلابية ثلاثة جوانب من ساحة ميرديكا، واحتلوا القصر الرئاسي ومحطة الإذاعة ومركز الاتصالات، إلا أنهم لم يحتلوا الجانب الشرقي، موقع مقر كوستراد. نحو الساعة السابعة أعلنت المجموعة، التي أطلقت على نفسها اسم «حركة 30 سبتمبر»، عبر الإذاعة أنهم كانوا يحاولون إيقاف الانقلاب العسكري المدعوم من قبل وكالة الاستخبارات المركزية الأمريكية (سي آي إيه) والذي كان يخطط لطرد سوكارنو من السلطة.
زعموا أنهم اعتقلوا عدة جنرالات ضالعين في المؤامرة، «مجلس الجنرالات»، التي خططت لانقلاب عسكري ضد حكومة الرئيس سوكارنو. وزعموا أيضًا أن هذا الانقلاب كان سيحدث في يوم القوات المسلحة (5 أكتوبر) مع دعم من السي آي إيه وأن المجلس سينصب نفسه عندئذ كمجلس عسكري. علاوة على ذلك، أعلن الجنود تأسيس «مجلس ثوري» يتألف من العديد من ضباط الجيش والقادة المدنيين والذي سيكون أعلى سلطة في إندونيسيا. إضافة إلى ذلك، أعلنوا حلّ حكومة ديكورا التابعة للرئيس سوكارنو (استقالة).
وفقًا للمقدّم لطيف، أحد المتؤامرين الرئيسيين، لم يحاول حرس القصر قتل أو أسْر اللواء سوهارتو، قائد كوستراد (قيادة الاحتياطات الاستراتيجية للجيش)، لأنه كان يُعَدّ مواليًا لسوكارنو. ادعى سوهارتو، إلى جانب الجنرال الناجي ناسوتيون، ادعاءًا مضادًا بأن حركة 30 سبتمبر كانت حركةً متمردة سعت إلى إقامة حكومة شيوعية مكان حكومة الرئيس سوكارنو تحت قيادة الحزب الشيوعي الإندونيسي الذي كان قادته وزراء دون حقيبة في الحكومة.